# Бой у Кызыл-Агача
Бой у Кызыл-Агача — вооружённое столкновение алашских сотен против красноармейцев, в результате которого алаш-ординцами были заняты Кызыл-Агач и Саратовка.

## Боевые действия
В начале октября 1918 года 3-я алашская сотня вступила в бой с красноармейцами у Кызыл-Агача. Сотник доложил командиру Семиреченского отряда: «Красные выбили меня из Кызыл-Агача». С их стороны было 300 пехотинцев и до 200 кавалеристов, при одном орудии и двух пулеметах.
7 октября посланный им на помощь отряд из 300 алашордынских добровольцев и команды разведчиков с двумя пулеметами настиг красноармейцев и оттеснил их в Гавриловке. В тот же день алашордынцы были выбиты 150 красноармейцами из Саратовки, но затем 2-я алашская сотня вновь заняла Саратовку. Кызыл-Агач также перешел в руки 3-й сотни Алаш.